# گنسو
گنسو (به آلمانی: Gnesau) یک منطقهٔ مسکونی در اتریش است که در ناحیه فلدکیرشن واقع شده‌است. گنسو ۱٬۱۹۰ نفر جمعیت دارد.